# مارچین باشچنیسکی
مارچین باسزکزونسکی (لهستانی: Marcin Baszczyński؛ زادهٔ ۷ ژوئن ۱۹۷۷) یک بازیکن فوتبال اهل لهستان است.
وی همچنین در تیم ملی فوتبال لهستان بازی کرده‌است.